# Carl Wilhelms

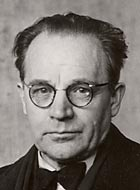
Carl Wilhelms.

Carl Wilhelm Wilhelms, före 1920 Svensson, född 20 oktober 1889 i Sankt Petersburg, Ryssland, död 16 augusti 1953 i Helsingfors, var en finländsk skulptör.

## Biografi
Wilhelms hade ursprungligen tänkt sig att arbeta med möbler och mattor och sin karriär som skulptör började han först vid 31 års ålder. I flera år försörjde han sig som ornamentbildhuggare innan han slog igenom som skulptör. Han arbetade mest i litet format och i en kraftfull summarisk stil.
Wilhelms föräldrar var ingenjör Johan Alfred Svensson och Anna Lovisa Malé. Efter faderns död var han 1904 tvungen att sluta läroverket i fjärde klass på grund av brist på pengar. Han arbetade sedan som kontorist samtidigt som han studerade på kvällarna, och senare på heltid vid Centrala konstskolan 1907–1912. 
Wilhelms studerade 1912–1913 vid Möller-Jensen-skolan Köpenhamn och lärde sig träsnideri vid Viborgs konstskola 1915–1917 och hade en affär för konsthantverk i Helsingfors 1919. Efter en resa till Tyskland och Italien for han till Paris och studerade skulptur vid Académie de la Grande Chaumière under ledning av Antoine Bourdelle 1920–1921. Han ändrade då också sitt namn från Svensson till Wihelms.
På 1920-talet och 1930-talet deltog Wilhelms i många skulpturtävlingar i Finland och i slutet av 1940-talet hade hans småskaliga skulpturer också blivit mycket högt ansedda
Wilhelms var finska skulptörunionens sekreterare 1923–1925 och var medlem av styrelsen för alliansen från 1944.

## Arbeten
Bland de mer kända arbetena av Wilhelms kan nämnas
- Livelihoodreliefer, Riksdagshuset, Helsingfors, 1931,
- Petersfiskfångst, kakelrielief. Meritulli socken, Kronohagen, Helsingfors,1951,
- Kuhmois hjältestaty, 1949,
- Esbo domkyrka hjälteminnesmärke, 1950.

## Utmärkelser
- Pris i nationella konsttävling, 1927,
- Aleksis Kivi-statyn, 1928.